# Helene Rosson
Helene M. Rosson (14 de junio de 1897 – 5 de mayo de 1985) fue una actriz cinematográfica estadounidense, activa en la época del cine mudo.

## Biografía
Nacida en Newport, Rhode Island, Rosson era la sexta de entre los hijos que tuvieron dos británicos, el entrenador de jockeys Arthur Richard Rosson (1857-1935) y su esposa, Hellen Rochefort (1860-1933). Rosson se inició en el cine en 1915, trabajando en un total de 37 filmes hasta el año 1925. Entre ellos figura The Craving (1916), cinta en la que actuó junto a Charlotte Burton.
Varios hermanos de Rosson se dedicaron también a la industria cinematográfica: Harold Rosson (1895 – 1988) fue un cámara cinematográfico nominado a un Premio Oscar; Queenie Rosson (1889 – 1978) fue también actriz de cine mudo; Arthur Rosson (1886 – 1960) fue un director y ayudante de dirección, y Richard Rosson fue actor y director.
Helene Rosson falleció en 1985, a los 87 años de edad, en Palm Beach, Florida. Fue enterrada en el Cementerio Hollywood Forever, en Hollywood.

## Selección de su filmografía

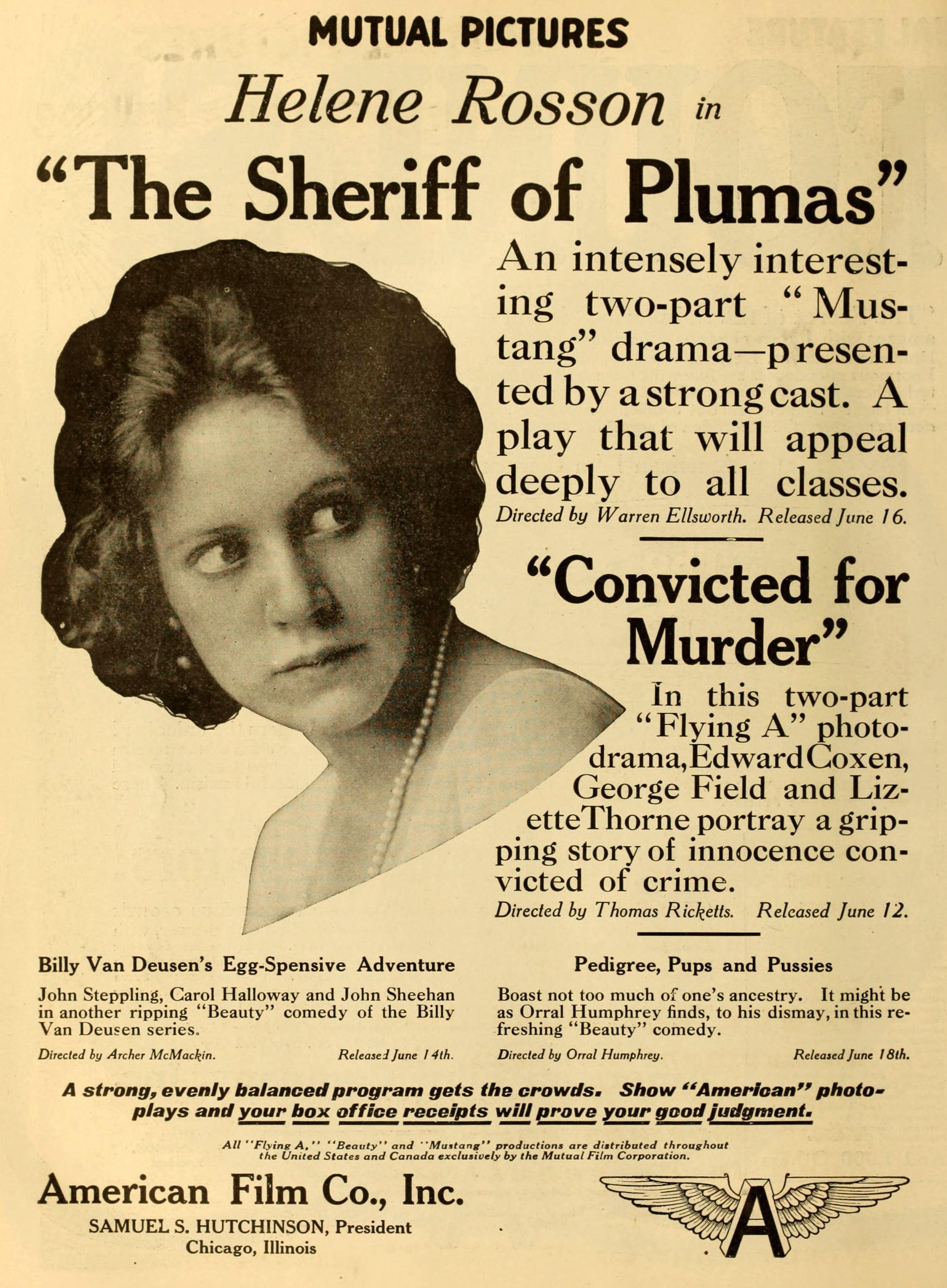
The Sheriff of Plumas (1916)

- The Grind (1915)
- The White Rosette (1916)
- The Craving (1916)
- True Nobility (1916)
- The Release of Dan Forbes (1916)
- The Abandonment (1916)
- The Sign of the Spade (1916)
- The Undertow (1916)
- The Price of a Good Time (1917)
- Ace High (1919)
- Devil Dog Dawson (1921)